# 중앙탑고등학교
중앙탑고등학교(中央塔高等學校)는 대한민국 충청북도 충주시 중앙탑면 용전리에 있는 공립 고등학교이다.

## 학교 연혁
- 2019년 9월 26일 : 교육부 중앙투자심사 승인(가칭 용전고)
- 2021년 3월 15일 : 가칭) 용전고 신축공사 착공
- 2022년 12월 16일 : 교명 확정(중앙탑고등학교)
- 2023년 3월 1일 : 초대 정덕화 교장 부임
- 2023년 3월 6일 : 신입생 8학급 177명 입학
- 2023년 7월 10일 : 중앙탑고등학교 개교식
- 2024년 3월 4일 : 제2회 입학생 8학급 183명 입학

## 참고 자료
- 중앙탑고등학교 - 한국교육학술정보원 학교알리미